# فرنسيسكو كورونيل
فرنسيسكو كورونيل (بالإسبانية: Francisco Coronel)‏ هو دراج مكسيكي، ولد في 7 أغسطس 1942.

## وصلات خارجية
- فرنسيسكو كورونيل على موقع إحصائيات الدراجات الإحترافية (الإنجليزية)
- فرنسيسكو كورونيل على موقع أوليمبيديا (الإنجليزية)